# Child Trust Fund
Child Trust Fund (CTF) är en fond, införd 2002 och stoppad för fler förmånstagare 2011, ur vilken barn i Storbritannien gavs en summa pengar och som barnen/ungdomarna, då de blir 18 år, får full förfoganderätt över. Tanken är att alla ungdomar på det här sättet skall ha en summa pengar då de blir myndiga, som hjälper dem att komma igång med vuxenlivet, med studier, investeringar, boende och så vidare. Eftersom pengarna ges enligt principen "lika till alla" finns likheter med medborgarlön. Dock är den mer korrekta benämningen för system med klumpsummor istället för regelbundna utbetalningar baskapital. Försvarare av systemet, såsom Bruce Ackerman, Michael Sherraden och Stuart White ser Child Trust Funds som en form av egendomsbaserad egalitarism (asset-based egalitarianism). Systemet infördes under Tony Blairs regering och stoppades för nya konton 2011 efter en politisk debatt. 

## För barn födda 2002 och senare
Alla barn som är födda efter den 1 september 2002 har rätt att få ett personligt CTF-konto, så länge som 
- de har blivit beviljade barnbidrag
- de bor i Storbritannien
- de är inte utsatta för immigrationskontroller

Barn som lever utomlands på grund av att föräldrarna arbetar för militären kvalificerar också, genom ett specificerat undantag. 

## Typer av CTF-fonder
Det finns olika typer av CTF-konton. Det finns så kallade stakeholder-konton som investerar i olika andelar men enligt bestämda regler för att undvika finansiell risk. Det finns sparandekonton som fungerar som ett sparkonto på banken. Det finns också non-stakeholder-konton som investerar i olika produkter, men som inte skyddas lika starkt mot finansiell risk. 

## Skatteregler
Fonderna är undantagna från inkomstskatt och kapitalskatt. 

## Kontohantering
Fonderna sköts av föräldrar (eller andra lagliga övervakare) till dess att barnen blir 16 år. Då har ungdomarna möjlighet att ta över skötseln av kontot, inklusive möjligheten att besluta om uttag för investeringar. Dock kan ungdomarna inte ta ut pengarna från kontot förrän de har fyllt 18 år. Regeringen har beslutat att de skall introducera ett program för utbildning i personlig finansiering i skolorna för att göra det möjligt för 16-åringar att sköta sina konton helt själv. 